# LEO-BW

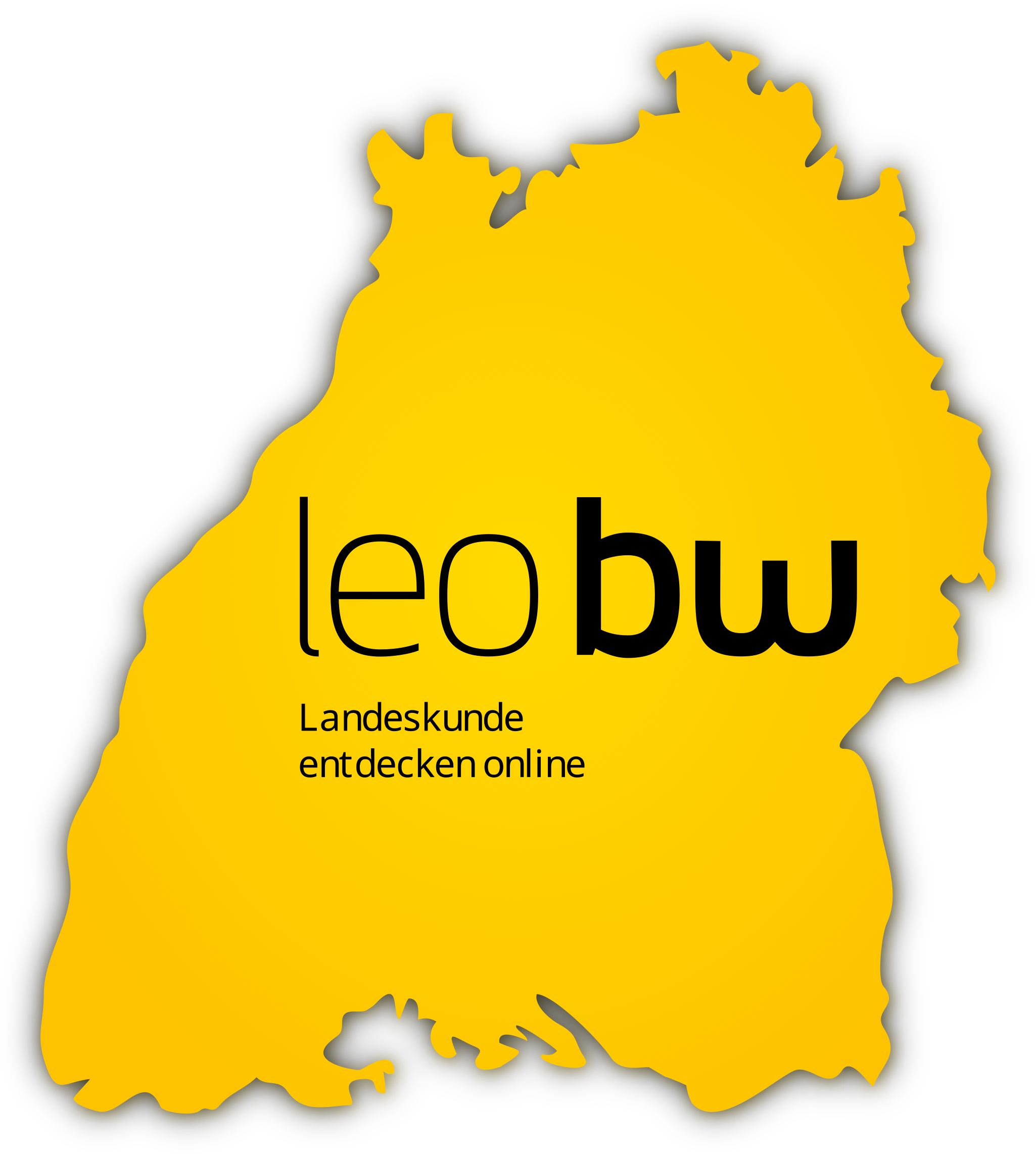
Logo von LEO-BW

LEO-BW ist ein landeskundliches Online-Informationssystem für Baden-Württemberg, zu finden unter leo-bw.de, das einen zentralen Zugang zu Informationen und digitalisierten Kulturgütern des Landes bieten soll. Beteiligt sind zahlreiche Kultur-, Gedächtnis- und Wissenschaftseinrichtungen, deren Bestände und Daten in dem Portal präsentiert und miteinander vernetzt werden. Die Federführung für das Angebot liegt beim Landesarchiv Baden-Württemberg. Die Abkürzung LEO steht für Landeskunde entdecken online. Der Löwe dominiert zugleich das Wappen Baden-Württembergs. 

## Inhalte und Funktionalität
Das inhaltliche Themenspektrum von LEO-BW umfasst die Bereiche Landesgeschichte und Kultur, aber auch Naturkunde, Wirtschaft und Technik. Aktuell finden sich ca. 4 Mio. Datensätze von 45 Partnereinrichtungen im Portal (Stand: Oktober 2024). Darunter befindet sich ein hoher Anteil an bereits digitalisiertem Kulturgut, aber auch reine Metadaten (Kataloginformationen) werden vorgehalten. Neben verschiedenen Rechercheoptionen in den Partnerdaten stehen redaktionelle Beiträge sowie ein Kartenmodul zur Verfügung. Eine Besonderheit von LEO-BW ist, dass Dokumente, Medien oder Bauwerke über Beziehungen zu Personen und Orten miteinander verknüpft werden. Dies geschieht im Rückgriff auf den Einsatz von Normdaten (Linked-Data).
2015 wurde der Historische Atlas von Baden-Württemberg als Datenquelle in LEO-BW integriert.
Am 8. November 2017 wurde das Themenmodul „Von der Monarchie zur Republik“ freigeschaltet. Es bietet Zugang zu ca. 900.000 digitalisierten Einzeldokumenten bzw. historisch bedeutsamen Quellen zur Frühphase der Weimarer Republik.
Mit der Südwestdeutschen Archivalienkunde wurde am 22. Februar 2018 ein weiteres Themenmodul veröffentlicht. Es enthält Informationen zu Archivaliengattungen und Quellentypen vom Frühmittelalter bis in die unmittelbare Gegenwart und bezieht sich dabei auf den südwestdeutschen Raum in seinen historischen Dimensionen.

## Vorgeschichte
Die Landeskunde besitzt in Baden-Württemberg eine Tradition bis zurück in die erste Hälfte des 19. Jahrhunderts. 1824 begann mit dem Ziel der „Beförderung der Vaterlandskunde“ die systematische Beschreibung des Königreichs Württemberg mit den Oberamtsbeschreibungen. Das Projekt wurde 1964 unter der Federführung der damaligen Landesarchivdirektion fortgesetzt und bestand in der modernisierten Form der Kreisbeschreibungen bis 2010.
In dem 2005 etablierten Landesarchiv Baden-Württemberg, das sich als landeskundliches Kompetenzzentrum versteht, bestanden früh erste Überlegungen, an die Tradition der Oberamtsbeschreibungen wie auch der Kreisbeschreibungen mit den nun vorhandenen Möglichkeiten der Digitalisierung und Online-Bereitstellung von Kulturgut anzuknüpfen. Leitgedanke war dabei, alle landeskundlich relevanten Informationen und insbesondere digitalisiertes Kulturgut zu Baden-Württemberg in einem interdisziplinären Kooperationsprojekt über einen gemeinsamen Zugang zusammenzuführen. Seit 2010 wurden die Pläne konkretisiert und in einem zweijährigen Projekt gemeinsam mit zahlreichen Partnern umgesetzt.
Zum 60. Geburtstag des Landes Baden-Württemberg wurde LEO-BW am 25. April 2012 freigeschaltet.

## Kooperationspartner
Die Inhalte des Portals werden von den folgenden Einrichtungen bereitgestellt:
- Archiv Baumeister im Kunstmuseum Stuttgart
- Badische Landesbibliothek
- Badisches Landesmuseum Karlsruhe
- Bezirksmuseum Buchen
- Bibliotheksservice-Zentrum Baden-Württemberg
- Haus der Geschichte Baden-Württemberg
- Haus des Dokumentarfilms / Landesfilmsammlung Baden-Württemberg
- Innenministerium Baden-Württemberg / service-bw
- Kommission für geschichtliche Landeskunde in Baden-Württemberg
- Landesamt für Denkmalpflege im Regierungspräsidium Stuttgart
- Landesamt für Geoinformation und Landentwicklung Baden-Württemberg
- Landesarchiv Baden-Württemberg
- Landesmedienzentrum Baden-Württemberg
- Landesmuseum Württemberg
- Landesstelle für Museumsbetreuung Baden-Württemberg
- Landeszentrale für politische Bildung Baden-Württemberg
- media::lab der Fakultät für Informatik und Wirtschaftsinformatik der Hochschule Karlsruhe
- Museum der Universität Tübingen
- Projekt Literaturland Baden-Württemberg, vertreten durch die Arbeitsstelle für literarische Museen, Archive und Gedenkstätten in Baden-Württemberg (Deutsches Literaturarchiv Marbach) und die Literarische Gesellschaft Karlsruhe
- Staatliche Akademie der Bildenden Künste Stuttgart
- Staatliche Kunsthalle Karlsruhe
- Staatliches Museum für Naturkunde Karlsruhe
- Staatsgalerie Stuttgart
- Stadtarchiv Karlsruhe
- Statistisches Landesamt Baden-Württemberg
- Stiftung Wirtschaftsarchiv Baden-Württemberg
- Technoseum – Landesmuseum für Technik und Arbeit in Mannheim
- Universität Stuttgart, Abteilung Landesgeschichte
- Universitätsbibliothek Freiburg
- Universitätsbibliothek Heidelberg
- Universitätsbibliothek Stuttgart
- Universitätsbibliothek Tübingen
- Württembergische Landesbibliothek
- Zentrum für Kunst und Medientechnologie Karlsruhe

## Organisation
LEO-BW ist ein Kooperationsprojekt und wird inhaltlich getragen von zahlreichen Institutionen. Federführend bei der Umsetzung und Steuerung von LEO-BW ist das Landesarchiv Baden-Württemberg, das den Portalbetrieb – unterstützt vom Ministerium für Wissenschaft, Forschung und Kunst – finanziert. Alle Angebote des Portals sind sowohl für die Nutzer als auch die teilnehmenden Einrichtungen gebührenfrei. Technischer Betreiber ist seit 2016 das Zentrum für Datenverarbeitung der Universität Tübingen (zuvor Bibliotheksservice-Zentrum Baden-Württemberg).

## GND-Agentur LEO-BW-Regional
Seit Ende 2020 ist die gemeinsam vom Bibliotheksservice-Zentrum Baden-Württemberg und dem Landesarchiv Baden-Württemberg geführte GND-Agentur LEO-BW-Regional organisatorisch am Landesportal angedockt. Hervorgegangen aus dem DFG-Projekt "GND für Kulturdaten" (GND4C) unterstützt diese Kulturinstitutionen wie Archive und Museen in Baden-Württemberg als Kontaktstelle und Kompetenzzentrum zu allen aufkommenden Fragen rund um die Nutzung von Normdaten, insbesondere der Gemeinsamen Normdatei (GND). Schulungsangebote, Redaktion und Qualitätssicherung von GND-Sätzen mit LEO-BW-Bezug tragen so wesentlich zu einer Verbesserung der Metadatenqualität sowie einer besseren Vernetzung der Bestände im Portal bei.